# Harp Lager
Harp Lager (Harp Irish Lager since 1997)  je svetlo lager pivo, blagovna znamka podjetja Diageo. Za irski trg ga proizvaja pivovarna The Great Northern Brewery, Dundalk, za kanadski trg Labatt's brewery, za britanskega pa Hydes brewery. Uvoznik za Avstralijo je podjetje Carlton & United Breweries.

## Zgodovina
Harp Lager so začeli variti leta 1960 v pivovarni The Great Northern Brewery, Dundalk. Sprva je bil ta lager nemenjen samo prodaji v steklenicah, da bi se zadovoljila želja britanskih in irskih pivcev, ki so želeli piva bolj evropskega okusa. Leta 1961 so ga skupaj proizvajale pivivarne Courage, Barclay & Simonds, Scottish & Newcastle, Bass, Mitchells & Butler ter Guinness. Pivovarne so se kmalu združile k konzorcij Harp Lager Ltd.. Leta 1964 so ga začeli polniti tudi v sodčke in ga prodajati kot točeno pivo, kar mu je še dvignilo priljubljenost.
Člani konzorcija Harp so se skozi leta menjali. Tako sta leta 1979 izstopili pivovarni Courage ter Scottish & Newcastle, ki sta ostali le še franšizi. 
Za menedžerja konzorcija je bil postavljen Dr. Herman Muendar, uveljavljeni nemški Braumeister, ki je izkušnje pridobil v povojni reorganizaciji in obnovi porušenih nemških pivovarn. Tako se je rodil Harp Lager, ki je za svoj simbol dobil harfo. Reklamni slogan je bil dolga leta Harp stays sharp, izmislil pa si ga je vodja oglaševanja v konzorciju, Rod Allen. 
Leta 2005 je Harp doživel osvežitev. Diageo Irska je namreč takrat ločil blagovno znamko od podjetja Guinness in ji dal novo celostno podobo, vključno z novo reklamno kampanjo. Ironično je, da v novi podobi piva ni več značilne harfe, po kateri je pivo dobilo ime, saj je ta logotip zaščitena znamka pivovarne Guinness. Zanimivo je, da so leta 2007 v ZDA in Kanadi še vedno uporabljali harfo na pločevinkah in kozarcih.
9. maja 2008 je Diageo objavil, da bo v roku petih let zaprl pivovarno Dundalk Brewery skupaj s pivovarno Kilkenny. S tem se bo končala pivovarska tradicija v Dundalku.

## Harp Export
Harp Export Lager je svetli lager s 5% vsebnostjo alkohola.